# (3780) Maury
(3780) Maury ist ein Asteroid des Hauptgürtels, der am 14. September 1985 vom amerikanischen Astronomen Edward L. G. Bowell an der Anderson Mesa Station (IAU Code 688) des Lowell-Observatoriums in Coconino County entdeckt wurde.
Benannt wurde der Asteroid nach dem französischen Astronomen Alain Maury, der sein eigenes Observatorium in der Nähe von San Pedro de Atacama in Nord-Chile betreibt.